# Кастильо Варела, Сегундо
Сегундо Кастильо Варела (исп. Segundo Castillo Varela; 17 июля 1913, Кальяо — 1 октября 1993, Кальяо) — перуанский и чилийский футболист, полузащитник.

## Карьера
Сегундо Кастильо начал карьеру в клубе «Унион Буэнос-Айрес», который играл в Лиге Кальяо. После матча «Униона» с командой «Альянса Фригорифико Насьонал», в котором полузащитник сделал два голевых паса, а его команда победила со счётом 4:2, он был приглашён в клуб «Спорт Бойз», с которым выиграл чемпионат страны в 1935 и 1937 годах. После чемпионата Южной Америки 1939 года, Кастильо перешёл в аргентинский «Ланус», за который провёл 21 матч. В 1941 году полузащитник стал игроком чилийского «Магальянеса», куда в том же году перешёл его соотечественник Пабло Пасаче. С этим клубом игрок завоевал серебряные медали чемпионата Чили в 1942 году. Годом позже Кастильо вернулся на родину, присоединившись к «Депортиво Мунисипаль». Он выиграл с командой чемпионат страны в первый же год в клубе. Оттуда игрок перешёл в «Университарио», где также стал чемпионом страны. Затем выступал в колумбийском «Индепендьенте Медельин». Та команда стала известной, как «Ла Данса-дель-Соль» из-за того, что в сезон 1950 года в её составе находилось 12 футболистов-перуанцев. Потом игрок вновь играл за «Университарио» и клубе «Унион» из Кальяо, где он завершил карьеру в 1953 году.
В составе сборной Перу Кастильо дебютировал 6 августа 1936 года в матче Олимпиады против Финляндии (7:3). На том же турнире он провёл матч со сборной Австрии. Но результат матча, победу перуанцев со счётом 4:2, отменили и предложили переиграть встречу. На что сборная Перу не согласилась, и Австрия, проигравшая сыгранную встречу, прошла дальше по сетке турнира. В 1937 году Кастильо поехал со сборной на чемпионат Южной Америки, где провёл 4 игры. Годом позже полузащитник помог своей национальной команде выиграть Боливарианские игры. В 1939 году он выиграл со сборной первый в её истории титул чемпиона Южной Америки. На турнире он провёл три из четырёх матчей, включая последнюю и решающую встречу с Уругваем. Этот матч, сыгранный 12 февраля, стал последним для Варелы в составе национальной команды. Всего за сборную футболист провёл 12 встреч. Также он сыграл один матч за сборную Чили в 1941 году.
Завершив карьеру игрока, Кастильо работал тренером. Он помогал Дьёрдю Орту, когда тот возглавлял сборную Перу. Затем был наставником клуба «Университарио», с которым выиграл два титула чемпиона страны.
Кастильо умер в возрасте 80 лет. Он был похоронен на кладбище Бакихано Первого Перуанского порта.

## Достижения

### Как игрок
- Чемпион Перу: 1935, 1937, 1943, 1949
- Победитель Боливарианских игр: 1938
- Чемпион Южной Америки: 1939

### Как тренер
- Чемпион Перу: 1959, 1960

## Личная жизнь
Своё прозвище «Титина» (исп. Titina) Варела получил за свою любовь к песне «Титина» и за то, что носил одежу, популярную в 20-е годы.
Варела был женат. Супруга — Марина Алькальде. У них было трое детей. Марина была племянницей известных братьев-футболистов Хорхе и Теодоро Алькальде.